# Cantón de Gap-Campiña
El cantón de Gap-Campiña era una división administrativa francesa, que estaba situada en el departamento de Altos Alpes y la región de Provenza-Alpes-Costa Azul.

## Composición
El cantón estaba formado por cinco comunas, más una fracción de la comuna que le daba su nombre:
- Gap (fracción)
- La Freissinouse
- La Roche-des-Arnauds
- Manteyer
- Pelleautier
- Rabou

## Supresión del cantón de Gap-Campiña
En aplicación del Decreto nº 2014-193 de 20 de febrero de 2014, el cantón de Gap-Campiña fue suprimido el 22 de marzo de 2015 y sus 6 comunas pasaron a formar parte; tres del nuevo cantón de Veynes, dos del nuevo cantón de Tallard, y la fracción de la comuna que le da su nombre se unió con las demás para que, por medio de una reestructuración cantonal, fueran creados los nuevos cantones de Gap-1, Gap-2, Gap-3  y Gap-4.